# سلوريات الشكل
السلوريات أو القراميط أو أسماك الجرّي هي رتبة من الأسماك التي تضم الكثير من الأنواع، تتميز هذه الأسماك عن غيرها بأنها تمتلك طبقة عظمية تغطي جلدها بدلاً من القشور والحراشف.

## التربية في أحواض الزينة
تعيش هذه الأسماك في طبقة الماء السفلية، على القاع ولايقدم الهواة على تربية هذه الأسماك كثيراً في أحواض الزينة لأن هذه الأسماك تنمو لأحجام كبيرة جداً ولأن بعضها شاذ الشكل.على كل من يربي هذه الأسماك أن يوفر لها قاعاً رملياً لأنها تبلع الطعام بدلاً من مضغه ولأن الحصى يضر بأعضائها الاستشعارية، ومن الملاحظ أن أسماك السلور لاتعمر كثيراً في الأحواض التي تجري تغذيتها مرة أو مرتين في اليوم فقط. أغلب مربي هذه الأسماك لايربونها لشكلها الجمالي بل لأنها تتخلص من فضلات الطعام والطحالب،وهذا يوفر معدلات أقل من الأمونيا في الحوض.

## المعلومات الغذائية
تحتوي كل شريحة من القرموط (159غ) بحسب وزارة الزراعة الأميركية على المعلومات الغذائية التالية:

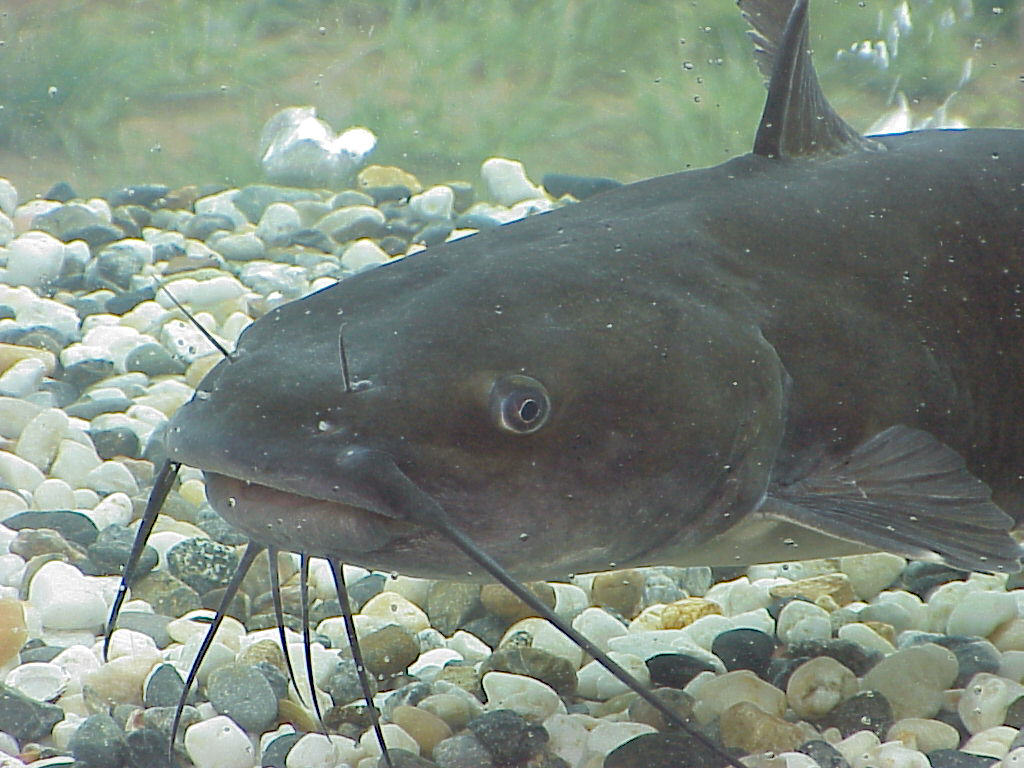
سمك السلور

- السعرات الحرارية: 151
- الدهون: 4.48
- الدهون المشبعة: 1.14
- الكاربوهيدرات: 0
- الألياف: 0
- البروتينات: 26.04
- الكولسترول: 92

المعلومات الغذائية عن القرموط

## الاستهلاك الإنساني

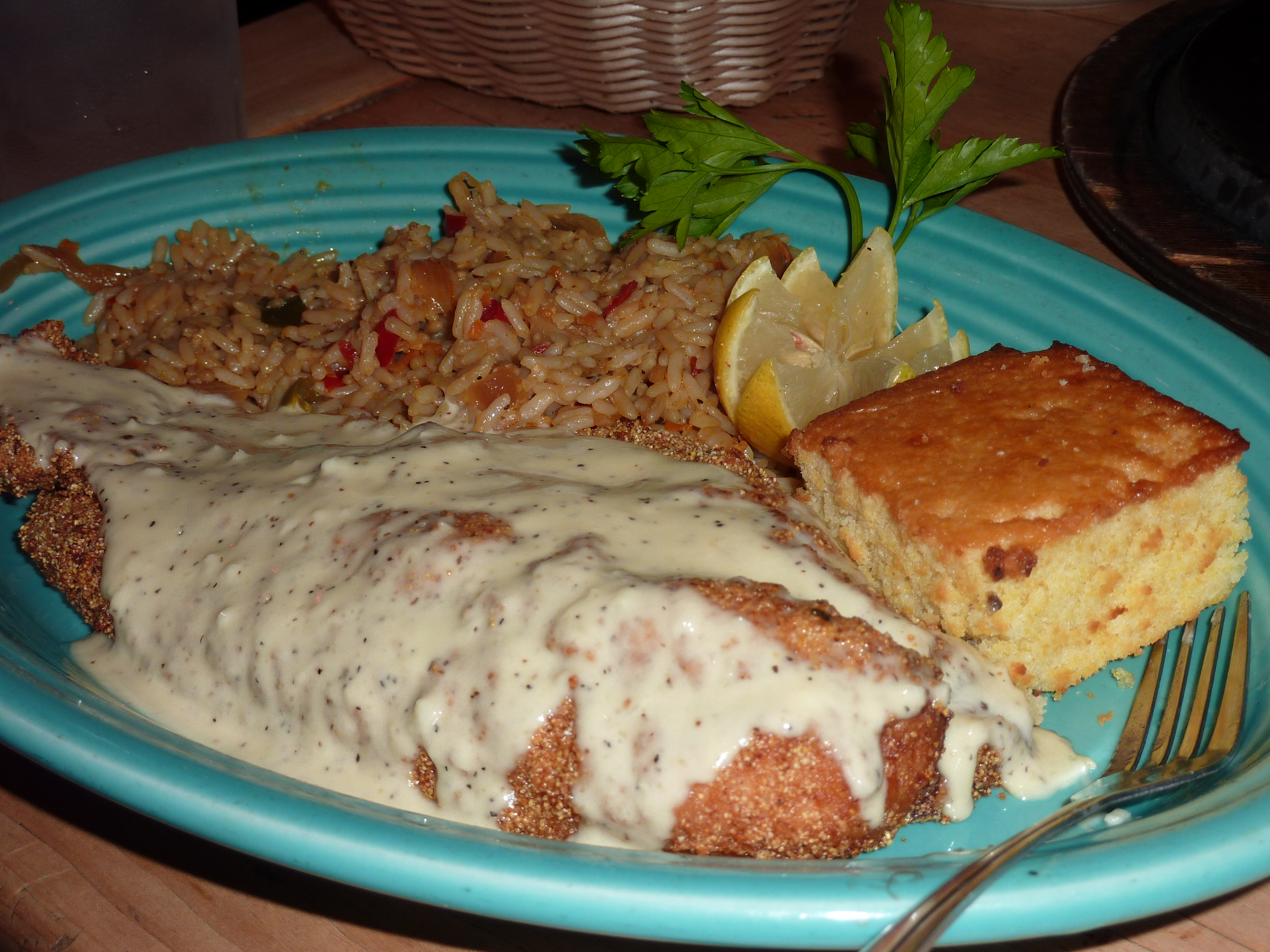
طبق سلور

ليست جميع أنواع أسماك السلور صالحة للأكل، فقط نوع البناجسيوس هو الصالح للاستهلاك البشري، حيث يتم صيد هذه الأسماك عندما يكتمل نموها، وتسويقها على شكل شرائح فيليه في معظم الأحيان.[بحاجة لمصدر]

## التصنيف
- السلوريات وأشباهها
  - السلوريات
- السيصورات وأشباهها
  - السيصورات
- البغروسيات وأشباهها
  - البغروسيات
  - الشيلبيات

### الأنواع
- سلور تياري
- سلوريات طفيلية
- سلور المرجاني
- سلور القرش